# Paliseul
Paliseul (valonă Palijhoû) este o comună francofonă din regiunea Valonia din Belgia. Comuna este formată din localitățile Paliseul, Carlsbourg, Fays-les-Veneurs, Framont, Maissin, Nollevaux, Offagne, Opont, Almache, Beth, Frêne, Launoy, Merny, Our, Plainevaux și Saint-Eloi. Suprafața totală a comunei este de 112,96 km². La 1 ianuarie 2008 comuna avea o populație totală de 5.089 locuitori. 